# Sommera arborescens
Sommera arborescens là một loài thực vật có hoa trong họ Thiến thảo. Loài này được Schltdl. miêu tả khoa học đầu tiên năm 1835.